# Mori Yoichi
Yoichi Mori (sinh ngày 1 tháng 8 năm 1980) là một cầu thủ bóng đá người Nhật Bản.

## Sự nghiệp câu lạc bộ
Yoichi Mori đã từng chơi cho Yokohama F. Marinos và Mito HollyHock.